# Менчикурівська сільська рада
| Менчикурівська сільська рада — колишній орган місцевого самоврядування у Веселівському районі Запорізької області з адміністративним центром у с.Менчикури . Сільській раді підпорядковані населені пункти: - с.Менчикури - с.Піскошине |

## Склад ради
Рада складалася з 16 депутатів та голови.

## Керівний склад сільської ради
| ПІБ                       | Основні відомості                                                         | Дата обрання | Дата звільнення |
| ------------------------- | ------------------------------------------------------------------------- | ------------ | --------------- |
| Дзіневський Ігор Павлович | Сільський голова, 1968 року народження, освіта, безпартійний              | 26.03.2006   | 31.10.2010      |
| Дзіневський Ігор Павлович | Сільський голова, 1968 року народження, освіта вища, член Партії регіонів | 31.10.2010   |                 |

Примітка: таблиця складена за даними джерела